# Dorcadion kharpuensis
Dorcadion kharpuensis är en skalbaggsart som beskrevs av Aleksandr Sergeievich Danilevsky 1998. Dorcadion kharpuensis ingår i släktet Dorcadion och familjen långhorningar.
Artens utbredningsområde är Iran. Inga underarter finns listade i Catalogue of Life.